# Mindshadow
Mindshadow ist ein Computerspiel aus dem Jahr 1985. Das Textadventure handelt von einem Amnesie-Fall und erschien für zahlreiche damals gängige Heimcomputer.

## Handlung
Mindshadow spielt in der Zeit des Erscheinens des Spiels, also etwa 1985. Der Spieler findet sich zu Beginn mit einem schweren Fall von Amnesie an einem Strand auf einer einsamen Insel wieder. Im Verlauf des Spiels werden durch Erlebnisse und Gespräche Erinnerungen freigesetzt. Oberstes Ziel des Spiels ist, es sein Gedächtnis komplett zurückzuerlangen. Der Weg dorthin teilt sich in drei Abschnitte. Zunächst muss der Spieler einen Weg finden, die Insel zu verlassen. Dies bewerkstelligt er durch die Errichtung eines Signalfeuers, das von einem Schiff der Royal Navy wahrgenommen wird. Im zweiten Teil muss er als Passagier auf diesem Schiff erreichen, in London abgesetzt zu werden. In London sowie in Luxemburg ermittelt er schließlich die fehlenden Puzzlestücke seiner Existenz: Er ist ein reicher Industrieller, dessen Zwillingsbruder versucht hatte, ihn loszuwerden und seine Identität anzunehmen, um so an sein Geld zu kommen.

## Spielprinzip und Technik
Mindshadow ist ein Textadventure. Das Spiel stellt die jeweilige Spielumgebung sowie das Geschehen in Textform dar, die Visualisierung obliegt größtenteils der Fantasie des Spielers. Das Spiel findet wie bei einem Pen-&-Paper-Rollenspiel zugweise statt. Der Spieler gibt einen Zug als Befehl in natürlicher Sprache ein, wobei er auf die Spielumgebung, computergesteuerte Spielfiguren („NPCs“) oder mit sich geführte Gegenstände („Inventar“) Bezug nimmt. Das Herzstück des Spiels, der Parser, wertet wie der Spielleiter bei einem Pen-&-Paper-Rollenspiel die Eingabe aus, modelliert gegebenenfalls die Spielwelt um und teilt dem Spieler in Textform mit, was sein Zug bewirkt hat. Auf diese Weise kann der Spieler die Spielwelt erforschen, Rätsel lösen und dadurch die Handlung vorantreiben, wobei durch das Lösen bestimmter Rätsel weitere Areale der Spielwelt freigeschaltet werden.
Das Spiel verfügt über eine eingebaute Hilfefunktion, die auf ungewöhnliche Weise in das Spiel integriert ist: Ein Kondor begleitet den Spieler und erteilt auf Anfrage Ratschläge zur aktuellen Spielsituation. Während zeitgenössische Adventures Spielstände im Regelfall ausschließlich auf externe Datenspeicher wie Kassette oder Diskette speicherten, verfügte Mindshadow zusätzlich über eine „Quicksave“-Funktion, die einen Spielstand temporär im RAM speichern konnte. Ein spielspezifischer Befehl ist „remember“ (erinnere), der den Spieler Personen, Orte oder Gegenstände, auf die er im Zustand der Amnesie stößt, erinnern lässt und so nach und nach das Gedächtnis des Spielers auffrischt.

## Entwicklungs- und Veröffentlichungsgeschichte
Brian Fargo hatte 1981 zusammen mit seinem Freund Michael Cranford die Textadventures Labyrinth of Martagon und The Demon’s Forge geschrieben und selbst vermarktet. Bereits zu diesem Zeitpunkt beschäftigte er sich mit der Analyse des Infocom-Parsers, der in Spielen wie Zork zum Einsatz kam und als der damals hochwertigste Parser für Textadventures galt. 1982 gründete Fargo Interplay Productions und erstellte Software für unterschiedlichste Kunden wie das US-amerikanische Militär oder den Schulbuchverlag McGraw-Hill Education.
Der Publisher Activision war zu diesem Zeitpunkt primär auf die Spielkonsole Atari 2600 fixiert und wollte sein Geschäft auf den boomenden Heimcomputermarkt ausweiten. Brian Fargo war der Firma von seiner Zeit beim Entwicklungsstudio Boone Corporation her bekannt, und sie kontaktierte ihn 1983, um auszuloten, an welchen vermarktbaren Projekten er gerade arbeitete. Fargo stellte ihnen das in Arbeit befindliche Mindshadow vor, und Activision beauftragte Interplay mit der Erstellung von drei Textadventures für 100.000 US-Dollar. Das erste davon war Mindshadow, die beiden anderen waren The Tracer Sanction und Borrowed Time. Für alle drei Spiele wurde dieselbe Game-Engine (ADVENT) eingesetzt, die für das 1986 erschienene Tass Times in Tonetown weiterentwickelt wurde. Mindshadow und Tracer Sanction enthalten, wegen des Speicherplatzverbrauchs ungewöhnlich für die damalige Zeit, Werbung für das jeweils andere Spiel.
Mindshadow verfolgte thematisch einen damals noch relativ unverbrauchten Ansatz – das Thema Amnesie wurde zwar erstmals 1981 in Michael Berlyns Cyborg behandelt worden, war 1984 aber noch durchaus ungewöhnlich. Zu den Programmierern, die an Mindshadow arbeiteten, zählten Bill Heineman und Allen Adham. Heineman programmierte für die Entwicklung des Spiels eine eigene Grafiksoftware, Graphics Master, die später von Interplay als separates Produkt vertrieben wurde. Die Grafiken selbst wurden von David Lowery gezeichnet.
Da Interplay durch Beziehungen Zugang zu neuer Hardware hatte, konnte die Firma das Spiel für neu erscheinende Heimcomputer, insbesondere solche mit 16-Bit-Architektur wie den Apple IIgs, den Atari ST und den Commodore Amiga, schnell umsetzen. Insbesondere für den Commodore Amiga zahlte sich dies aus; Mindshadow und Borrowed Time gehörten zu den ersten drei Titeln, die für diese neue Plattform veröffentlicht wurden. Die 16-Bit-Versionen von Mindshadow verfügten über ein neuartiges Point-and-Click-Interface, das die gängigsten Verben sowie in der jeweiligen Spielszene verfügbare Objekte anzeigte und mit der bei 16-Bit-Rechnern zur Standardausrüstung gehörigen Maus anwählbar gestaltete. Auf 16-Bit-Rechnern war Mindshadow damit in technischer Hinsicht ein Hybrid aus einem Textadventure und einem Point-and-Click-Adventure.
Mindshadow verkaufte sich gut; insgesamt wurden etwa 100.000 Kopien abgesetzt, was für die damalige Zeit ein zufriedenstellendes Ergebnis war.

## Rezeption
Mindshadow war kein Blockbuster, aber dennoch ein finanzieller Erfolg für Interplay und Activision.
Die deutsche ASM lobte das Vokabular des Spiels als „reichhaltig“, sah jedoch beim Parser noch Verbesserungspotenzial und kritisierte insbesondere die unscharfen Grafiken. Das Spiel sei in Summe aber gerade für Einsteiger gut geeignet. Die Happy Computer bezeichnete die Story des Spiels als ungewöhnlich und sehr reizvoll und lobte die Grafiken des Spiels, die schnell, farbenfroh und teilweise animiert seien. Die Texte seien gut und witzig geschrieben. Redakteur Boris Schneider bewertete das Spiel als „state of the art“ und bezeichnete es als „für Anfänger und Fortgeschrittene empfehlenswert“.
Das britische Crash-Magazin kritisierte die grundlegende Story des Spiels als langweilig. Darüber hinaus sei es aber ein exzellentes Spiel, das über ein hervorragendes Tutorial, einen soliden Parser, eine herausragende Hilfe-Funktion und gute Grafiken verfüge. Dass das Spiel in die 48 Kilobyte Speicher des ZX Spectrum passe, grenze an ein Wunder. Das Antic-Magazin bezeichnete Mindshadow als „nettes, altmodisches“ Adventure. Es kritisierte den Parser als überbewertet und notierte einen technischen Fehler, der das Spiel zum Absturz bringe. In Summe sei Mindshadow aber kein schlechtes Spiel, sondern lediglich etwas antiquiert.
Der US-amerikanische Ludohistoriker Jimmy Maher urteilte 2015 retrospektiv, die Grafiken des Spiels wären denen vergleichbarer zeitgenössischer Titel überlegen gewesen. Er kritisierte die 16-Bit-Versionen des Spiels für ihr „ineffizientes“ Interface und die antiquiert wirkenden Grafiken, lobte jedoch die Musik der Apple-IIgs-Version.
Das deutsche Printmagazin GameStar zählte Mindshadow 2015 zu den „20 wichtigsten Interplay-Spielen“.